# RapeLay
RapeLay (レイプレイ?, Reipurei) è un videogioco di simulazione erotica (eroge) in grafica 3D per PC sviluppato dalla Illusion Soft e pubblicato il 21 aprile 2006 in Giappone. Rispetto alle precedenti opere della casa produttrice, RapeLay ha una storia meno complessa e più breve, ma un motore grafico migliore ed è interamente giocabile soltanto col mouse. Il videogioco segue il personaggio maschile controllato dal giocatore, che perseguita e stupra ripetutamente una donna e le sue due figlie. Tre anni dopo la sua pubblicazione, il gioco ha generato attenzione mediatica internazionale e suscitato grandi polemiche.

## Trama
Dopo aver molestato in un treno la giovane Aoi Kiryū, Kimura Masaya viene arrestato, ma essendo figlio di un importante politico riesce a cavarsela facilmente ed uscire immediatamente dal carcere. Per vendicarsi, Masaya inizia a tormentare la sorella minore Manaka, seguendola nella metro, molestandola e stuprandola selvaggiamente nel bagno della metro. Poco dopo rapisce Yuuko stuprando anch'essa, alla fine Masaya rapisce Aoi e la stupra. Dopodiché il gioco continua all'infinito ma può concludersi in due modi:
- "Black ending"[1]: il protagonista maschile mette incinta una delle tre donne e decide di tenere il figlio; tuttavia muore alcuni giorni dopo cadendo sui binari del treno.
- "Red ending"[1]: accade casualmente scegliendo la posizione Cowgirl con Aoi prima di averla "addestrata",   la ragazza accoltella il suo stupratore più e più volte uccidendolo.[2]

## Modalità di gioco
Il giocatore può scegliere fra molteplici posizioni sessuali e controllare l'azione riproducendo i movimenti con il mouse o scorrendo la rotellina del mouse, attraverso un realistico sistema del simulazione dell'atto sessuale. La schermata di selezione dove si può scegliere area, ragazza ed modalità di gioco.
Dopo aver completato la storia del gioco e aver avuto rapporti sessuali con tutte e tre le protagoniste femminili, viene data al giocatore la possibilità di scegliere tra sei differenti modalità di gioco.
Il gioco si ripete all'infinito, e l'obiettivo diventa "addestrare" le donne nel diventare sue schiave compiacenti, eseguendo determinate azioni, le caselle degli obiettivi sessuali sotto la ragazza si sbloccheranno, e dopo averle sbloccate tutte, la ragazza cambia comportamento dove arriverà a piacergli il protagonista e sarà disponibile per un rapporto con le altre ragazze (3P\4P) .

### Altre modalità di gioco
- Nozoki mode, dove il giocatore può guardare una delle varie protagoniste alla stazione ferroviaria e vedere la sua biancheria intima facendo alzare la gonna con una folata di vento. Dopo aver soddisfatto alcuni obiettivi il giocatore può rimuovere i vestiti alla protagonista ed utilizzare un vibratore.[2]
- Chikan mode simile alla Nozoki mode, ad eccezione del fatto che l'azione si svolge all'interno di un vagone ferroviario ed l'obiettivo è molestare la ragazza scelta toccandole il seno o le parti intime, è possibile anche rimuovere parzialmente i vestiti, ed far arrivare all'orgasmo la donna, riempiendo la barra dell'eccitazione.[2]
- Two player o "2P", In questa modalità, il giocatore può simulare un rapporto sessuale con una delle tre protagoniste femminili, senza le restrizioni legate alla trama del videogioco.[2]
- Five player o "5P", Simile alla Two Player ma con altri tre uomini oltre al giocatore.[2]

### Sbloccabili
- Shippo, anche conosciuta come "3P" o "4P". In questa modalità, il giocatore può avere rapporti sessuali con due o tutte e tre delle protagoniste femminili insieme, ma solo dopo aver completato l'addestramento.[2]
- Neko-Kappa mode Modalità attivabile solo tramite il Botuplay Extra CD. In questa modalità il giocatore può avere rapporti sessuali BDSM con due o tre delle protagoniste femminili legate.[2]

## Personaggi
- Kimura Masaya: un pervertito figlio di un potente politico, che molesta sessualmente ragazze nella metropolitana. È il protagonista del gioco.
- Aoi Kiryu: giovane ragazza e sorella maggiore di Manaka, ha capelli marroni tenuti a coda (con l'opzione di tenerli lisci durante le scene) ed occhi marroni ed è vestita con un'uniforme scolastica. Lei ha fatto arrestare il protagonista all'inizio del gioco.
- Yuuko: madre di Aoi e Manaka, ha capelli marroni corti ed è vestita con una maglietta beige ed una gonna.
- Manaka: sorella minore di Aoi, ha capelli corti neri e porta un vestito azzurro. È il primo bersaglio del protagonista.

## Controversie
Inizialmente, alcune recensioni di siti specializzati avevano espresso "orrore" nei confronti della trama del gioco. Il membro del parlamento britannico Keith Vaz, aveva parlato di giochi che includevano scene di violenze sessuali come motivo per regolamentare maggiormente la censura nei videogiochi.
RapeLay in particolar modo era arrivato all'attenzione di Vazm, in quanto liberamente acquistabile su Amazon.com, e voleva fare in modo che il gioco non arrivasse nei negozi britannici. Tuttavia anche Amazon ha rapidamente rimosso il videogioco dal sito. L'organizzazione Equality Now in seguito, ha fatto pressione affinché fosse scritta una lettera di protesta alla Illusion Soft ed al primo ministro del Giappone Tarō Asō, argomentando sul fatto che il videogioco violasse gli obblighi assunti nel 1985 con la convenzione sull'eliminazione di ogni forma di discriminazione della donna. Tutte queste azioni sono culminate con alcune restrizioni nella vendita e nella produzione di RapeLay imposte dalla Ethics Organization of Computer Software (EOCS), una organizzazione giapponese sul trattamento del materiale videoludico per adulti, rendendo praticamente impossibile il reperimento di RapeLay.
Sono stati scritti anche articoli in difesa del videogioco, e in molti veniva fatto notare che lo stupro è un crimine minore rispetto all'omicidio, ma nonostante ciò sono tranquillamente in commercio decine di giochi in cui lo scopo è uccidere il proprio avversario. L'unica risposta della Illusion Soft in merito alla polemica è stata confermare che il videogioco non viola alcuna legge del Giappone, unico paese in cui è ufficialmente venduto. In seguito, la Illusion ha rimosso qualunque riferimento al gioco dal proprio sito, ed ha cessato la sua distribuzione.